# Molly Picon
Molly Picon (jid. ‏מאָלי פּיקאָן‎; ur. 28 lutego 1898 w Nowym Jorku, zm. 5 kwietnia 1992 w Lancaster) – amerykańska aktorka teatralna i filmowa żydowskiego pochodzenia, gwiazda teatru i filmu w języku jidysz, autorka tekstów piosenek filmowych.

## Życiorys
Urodziła się w Nowym Jorku jako Małka Opiekun w rodzinie żydowskich imigrantów z Polski, Clary i Louisa (lub Denisa) Opiekunów. W wieku sześciu lat po raz pierwszy wystąpiła na scenie Yiddish Theatre. Jej debiut miał miejsce w 1912 w Arch Street Theatre w Nowym Jorku. W 1931 otworzyła własny Molly Picon Theatre. Do końca lat 30. XX wieku grała wyłącznie w języku jidysz.
Na ekranie zadebiutowała w 1921 w austriackim filmie Żydowskie dziewczę. W Polsce zagrała główne role w dwóch filmach kręconych z myślą o żydowskich widzach w Stanach Zjednoczonych: Judeł gra na skrzypcach i Mateczka. Po II wojnie światowej zagrała m.in. w filmach Nagie miasto, Dla dobra Pete’a oraz Skrzypek na dachu.
Zmarła w Lancaster w Pensylwanii w wieku 94 lat, cierpiąc na chorobę Alzheimera. Jej mężem był Jacob Kalich, z którym związana była od 1919 do 1975, kiedy zmarł na raka. Nie mieli dzieci. Jest pochowana w kwaterze aktorów Yiddish Theater na Mount Hebron Cemetery.